# Joaquin Abarca y Blaque
Pour les articles homonymes, voir Abarca.
Joaquin Abarca y Blaque est un évêque de León en Espagne, né à Huesca le 22 mai 1778 et décédé le 21 juin 1844 à Lanzo (Turin).

## Biographie
En 1820, il s’élève contre le rétablissement de la Constitution de 1812 et dirige le parti apostolique en Aragon. Nommé évêque de León après le rétablissement de la royauté absolue (1824), il prend part aux premiers troubles carlistes qui éclatèrent à la mort de Ferdinand VII, et suit Don Carlos au Portugal puis en Angleterre dans sa lutte contre Isabelle II. Engagé pour porter au Prétendant des secours offerts par les Tories anglais, il est arrêté en France puis emprisonné à Francfort. De retour aux Pays Basques, il dirigea le ministère institué par Don Carlos. Banni en février 1839, il se réfugia en France puis dans le couvent de Lanzo près de Turin où il finit sa vie.